# Rautaruukki

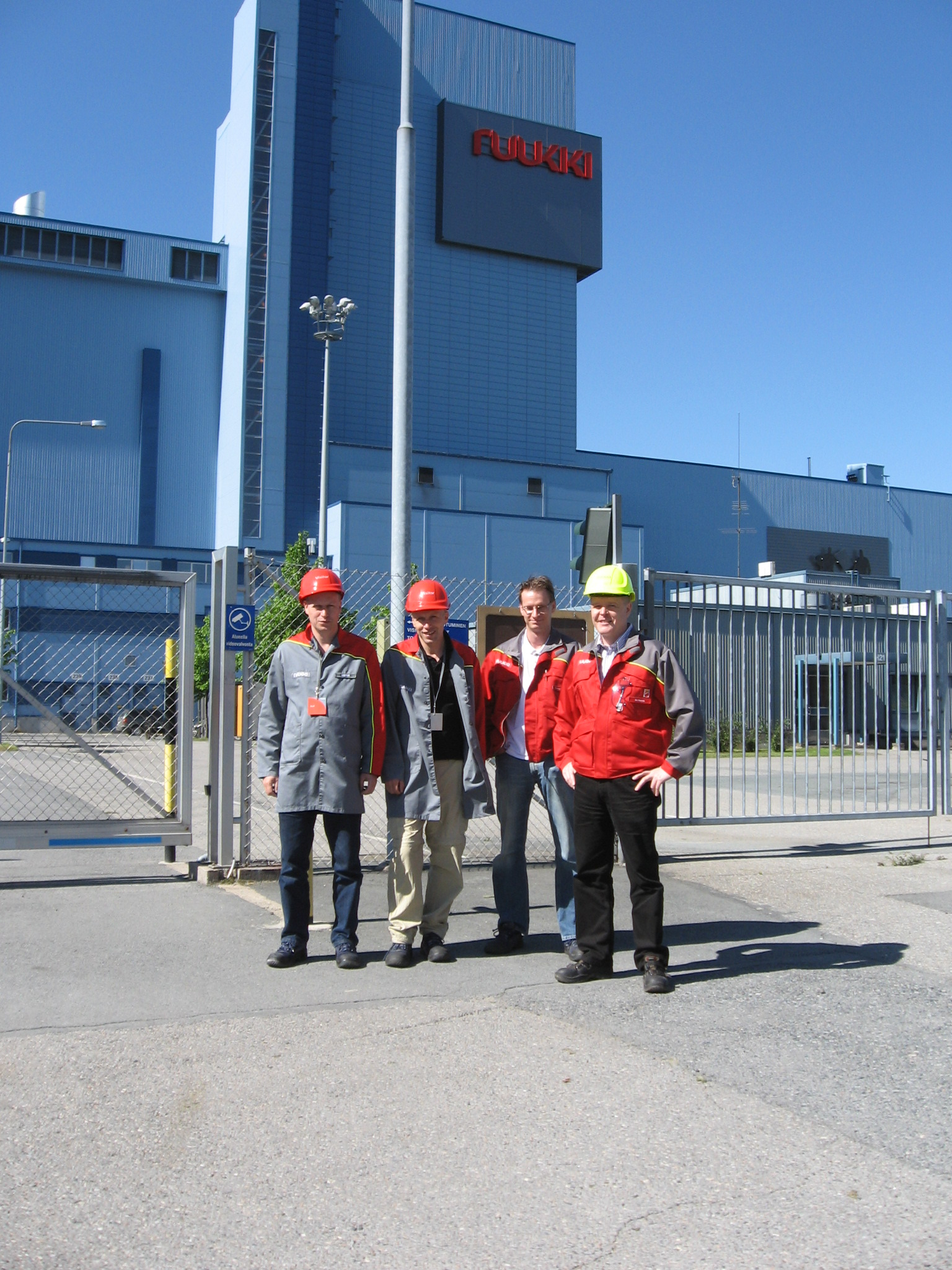
Vier Mitarbeiter von Ruukki vor dem Walzwerk in Hämeenlinna, Finnland.

Die Rautaruukki Oyj (fi. Eisenwerke) war ein finnischer Stahlproduzent mit Firmensitz in Helsinki und Produktionsstandorten in Raahe und Hämeenlinna, der meistens unter dem Markennamen Ruukki auftrat. Am 29. Juli 2014 wurde das Unternehmen vom schwedischen Konkurrenten SSAB übernommen.

## Unternehmensprofil
Rautaruukki produziert verschiedene Stahlsorten und Produkte aus Stahl:
- farbige Profilbleche zur Bedachung (Pural und Purex)
- Fassadenbauteile
- Raex, verschleißfester Stahl
- Optim, hochfester Baustahl
- verzinkter Stahl
  - Litec, mit bleifreiem Zn
  - Galfan, Zink-Aluminium-Legierungsschicht mit ca. 5 % Al
  - Galvannealed, Zink-Eisen-Legierungsschicht

2007 erwirtschaftete Unternehmen das Unternehmen einen Umsatz von 3,876 Mrd. Euro mit rund 14.500 Mitarbeitern weltweit. Rautaruuki war in insgesamt 24 Staaten in Skandinavien, Zentraleuropa, den baltischen Staaten und in Ländern Südosteuropas vertreten.
Das Unternehmen war im finnischen Aktienindex OMX Helsinki 25 gelistet.

## Geschichte
Rautaruukki wurde 1960 von der finnischen Regierung gegründet, um Stahl für die nationale Rüstungsindustrie herzustellen.
Im Januar 2014 kündigte der schwedischen Konkurrent SSAB an, das Unternehmen für umgerechnet 1,15 Mrd. Euro übernehmen zu wollen. Am 15. Juli 2014 erfolgte die Zustimmung der Europäischen Kommission unter der Auflage einige Unternehmensbereiche zu veräußern und am 29. Juli 2014 wurde die Übernahme abgeschlossen. Bis zum 20. November 2014 hatte SSAB alle Aktien von Rautaruukki erworben und die Börse Helsinki vollzog das Delisting.
Der Unternehmensbereich Baulösungen der SSAB erhielt den Namen Ruukki Construction.